# Saint-Caradec
 Saint-Caradec  (en bretón Sant-Karadeg) es una población y comuna francesa, situada en la región de Bretaña, departamento de Côtes-d'Armor, en el distrito de Saint-Brieuc y cantón de Loudéac.

## Demografía
| 1206 | 1104 | 1119 | 1091 | 1088 | 1144 |
| Para los censos de 1962 a 1999 la población legal corresponde a la población sin duplicidades (Fuente: INSEE [Consultar]) |      |      |      |      |      |